# Mandato delle Nazioni Unite
L'espressione mandato delle Nazioni Unite o dell'ONU è normalmente usata per indicare una missione internazionale di lungo termine, autorizzata preventivamente dalle Nazioni Unite (Assemblea Generale o, più spesso, dal suo Consiglio di Sicurezza).
I mandati dell'ONU normalmente prevedono operazioni di peacekeeping.